# 阿尼西奥德阿布雷乌
阿尼西奥德阿布雷乌（葡萄牙語：Anísio de Abreu）是巴西皮奥伊州的一个市镇。总面积326.822平方公里，总人口8197人，人口密度25.1人/平方公里。